# Truite au vin jaune

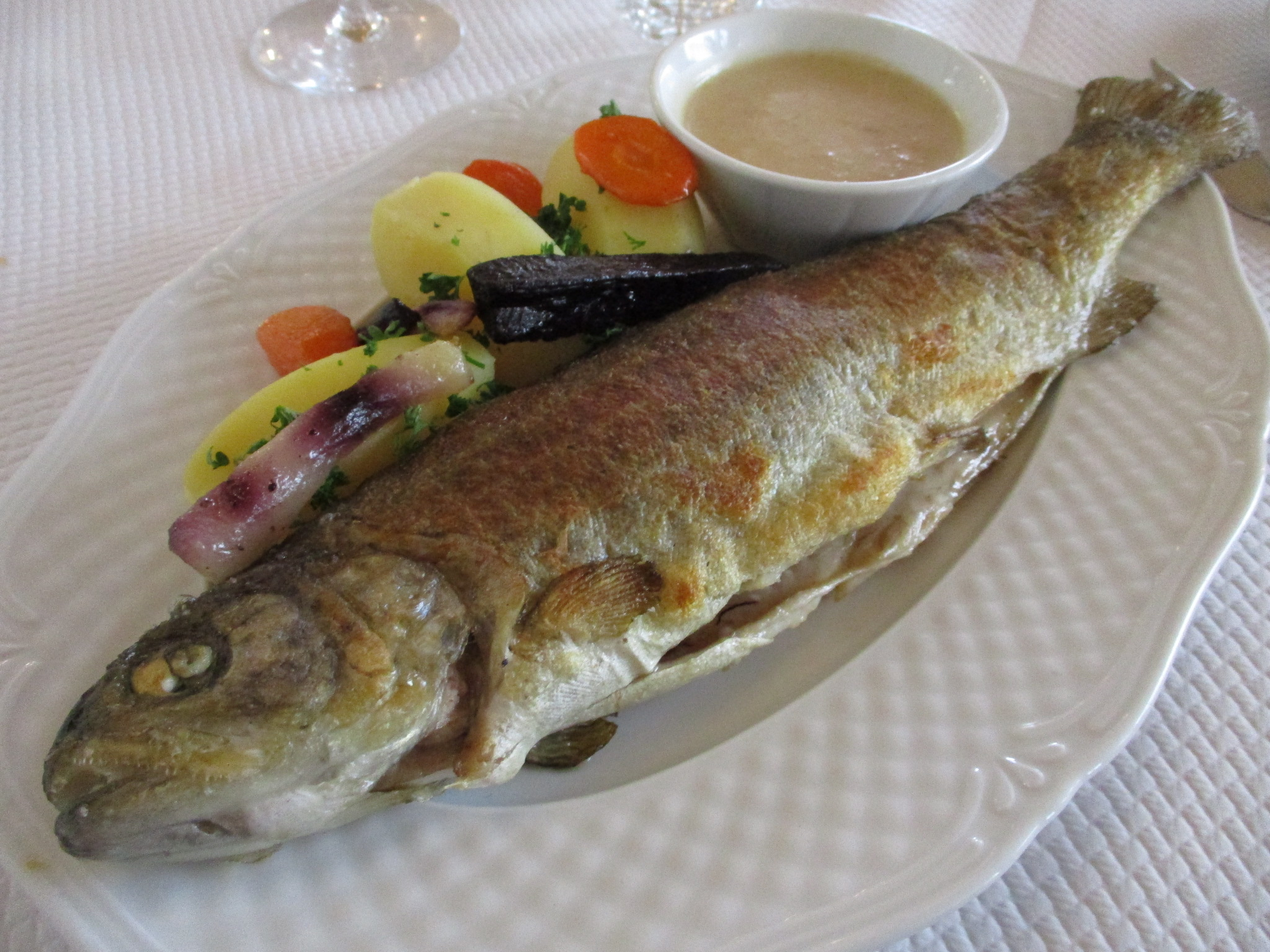
Truite au vin jaune.

La truite au vin jaune est une recette traditionnelle franc-comtoise composée de truites grillées entre autres avec du vin jaune du Jura et du beurre.